# Damon Galgut
Damon Galgut (Pretoria, 12 de noviembre de 1963) es un escritor sudafricano.

## Biografía
Nació en una familia de juristas y comenzó a escribir cuando estuvo convaleciente en hospitales con un cáncer a los seis años.
Estudió arte dramático en la Universidad de Ciudad del Cabo y debutó con A Sinless Season a los diecisiete años. Su obra más exitosa ha sido The Good Doctor (2003).
En noviembre de 2021, su novela The Promise ganó el Premio Booker (2021). Damon Galgut es el tercer escritor sudafricano en ganar el Booker, después de Nadine Gordimer y JM Coetzee, que ganaron dos veces. Damon Galgut ya ha sido preseleccionado dos veces más para el Premio Booker.
En 2023 gana el XXIV Premio Llibreter en la categoría "Otras literaturas."
Es abiertamente homosexual.